# Боппард
Боппард (нім. Boppard) — місто в Німеччині, розташоване в землі Рейнланд-Пфальц. Входить до складу району Рейн-Гунсрюк.
Площа — 75,13 км2. Населення становить 15 369 ос. (станом на 31 грудня 2020).